# Monterey Sports Car Championships 2003
Navigation
Édition précédente Édition suivante
Le Monterey Sports Car Championships 2003 (Fry's Electronics Sports Car Championships), disputé sur le 7 septembre 2003 sur le circuit de Laguna Seca est la septième manche de l'American Le Mans Series 2003.

## Course

### Classement de la course
Classement final de la course (vainqueurs de catégorie en gras),, :
| Pos.   | Catégorie | N° | Écurie                                      | Pilotes                                          | Châssis                     | Pneus | Tours/Abandon |
| Pos.   | Catégorie | N° | Écurie                                      | Pilotes                                          | Moteur                      | Pneus | Tours/Abandon |
| ------ | --------- | -- | ------------------------------------------- | ------------------------------------------------ | --------------------------- | ----- | ------------- |
| 1      | LMP900    | 1  | Infineon Team Joest                         | Marco Werner Frank Biela                         | Audi R8                     | M     | 120           |
| 1      | LMP900    | 1  | Infineon Team Joest                         | Marco Werner Frank Biela                         | Audi 3.6L Turbo V8          | M     | 120           |
| 2      | LMP675    | 16 | Dyson Racing                                | Butch Leitzinger James Weaver                    | MG-Lola EX257               | G     | 120           |
| 2      | LMP675    | 16 | Dyson Racing                                | Butch Leitzinger James Weaver                    | MG (AER) XP20 2.0L Turbo I4 | G     | 120           |
| 3      | LMP900    | 10 | JML Team Panoz                              | Olivier Beretta David Saelens                    | Panoz LMP01 Evo             | M     | 118           |
| 3      | LMP900    | 10 | JML Team Panoz                              | Olivier Beretta David Saelens                    | Élan 6L8 6.0L V8            | M     | 118           |
| 4      | LMP900    | 38 | ADT Champion Racing                         | Johnny Herbert JJ Lehto                          | Audi R8                     | M     | 115           |
| 4      | LMP900    | 38 | ADT Champion Racing                         | Johnny Herbert JJ Lehto                          | Audi 3.6L Turbo V8          | M     | 115           |
| 5      | LMP900    | 12 | American Spirit Racing                      | Michael Lewis Tomy Drissi                        | Riley & Scott Mk III C      | D     | 113           |
| 5      | LMP900    | 12 | American Spirit Racing                      | Michael Lewis Tomy Drissi                        | Lincoln (Élan) 5.0L V8      | D     | 113           |
| 6      | GTS       | 80 | Prodrive                                    | David Brabham Jan Magnussen                      | Ferrari 550-GTS Maranello   | M     | 113           |
| 6      | GTS       | 80 | Prodrive                                    | David Brabham Jan Magnussen                      | Ferrari 5.9L V12            | M     | 113           |
| 7      | LMP900    | 30 | Intersport Racing                           | Clint Field Rick Sutherland                      | Riley & Scott Mk III C      | D     | 112           |
| 7      | LMP900    | 30 | Intersport Racing                           | Clint Field Rick Sutherland                      | Élan 6L8 6.0L V8            | D     | 112           |
| 8      | GTS       | 3  | Corvette Racing                             | Ron Fellows Johnny O'Connell                     | Chevrolet Corvette C5-R     | G     | 112           |
| 8      | GTS       | 3  | Corvette Racing                             | Ron Fellows Johnny O'Connell                     | Chevrolet 7.0L V8           | G     | 112           |
| 9      | GTS       | 4  | Corvette Racing                             | Kelly Collins Oliver Gavin                       | Chevrolet Corvette C5-R     | G     | 111           |
| 9      | GTS       | 4  | Corvette Racing                             | Kelly Collins Oliver Gavin                       | Chevrolet 7.0L V8           | G     | 111           |
| 10     | GTS       | 0  | Team Olive Garden                           | Emanuele Naspetti Bill Auberlen                  | Ferrari 550 Maranello       | P     | 110           |
| 10     | GTS       | 0  | Team Olive Garden                           | Emanuele Naspetti Bill Auberlen                  | Ferrari 6.0L V12            | P     | 110           |
| 11     | GT        | 23 | Alex Job Racing                             | Lucas Luhr Sascha Maassen                        | Porsche 911 GT3-RS          | M     | 108           |
| 11     | GT        | 23 | Alex Job Racing                             | Lucas Luhr Sascha Maassen                        | Porsche 3.6L Flat-6         | M     | 108           |
| 12     | GTS       | 71 | Carsport America                            | Tom Weickardt Jean-Philippe Belloc               | Dodge Viper GTS-R           | P     | 108           |
| 12     | GTS       | 71 | Carsport America                            | Tom Weickardt Jean-Philippe Belloc               | Dodge 8.0L V10              | P     | 108           |
| 13     | GT        | 35 | Risi Competizione                           | Anthony Lazzaro Ralf Kelleners                   | Ferrari 360 Modena GTC      | M     | 107           |
| 13     | GT        | 35 | Risi Competizione                           | Anthony Lazzaro Ralf Kelleners                   | Ferrari 3.6L V8             | M     | 107           |
| 14     | GT        | 31 | Petersen Motorsports White Lightning Racing | Craig Stanton Johnny Mowlem                      | Porsche 911 GT3-RS          | M     | 107           |
| 14     | GT        | 31 | Petersen Motorsports White Lightning Racing | Craig Stanton Johnny Mowlem                      | Porsche 3.6L Flat-6         | M     | 107           |
| 15     | GT        | 60 | P.K. Sport                                  | Robin Liddell Alex Caffi                         | Porsche 911 GT3-RS          | P     | 106           |
| 15     | GT        | 60 | P.K. Sport                                  | Robin Liddell Alex Caffi                         | Porsche 3.6L Flat-6         | P     | 106           |
| 16     | GT        | 66 | The Racer's Group                           | Kevin Buckler Cort Wagner                        | Porsche 911 GT3-RS          | M     | 106           |
| 16     | GT        | 66 | The Racer's Group                           | Kevin Buckler Cort Wagner                        | Porsche 3.6L Flat-6         | M     | 106           |
| 17     | LMP675    | 18 | Essex Racing                                | Scott Bradley Jason Workman                      | Lola B2K/40                 | P     | 106           |
| 17     | LMP675    | 18 | Essex Racing                                | Scott Bradley Jason Workman                      | Nissan (AER) VQL 3.0L V6    | P     | 106           |
| 18     | GT        | 28 | JMB Racing USA                              | Stéphane Grégoire Iradj Alexander Eliseo Salazar | Ferrari 360 Modena GTC      | P     | 105           |
| 18     | GT        | 28 | JMB Racing USA                              | Stéphane Grégoire Iradj Alexander Eliseo Salazar | Ferrari 3.6L V8             | P     | 105           |
| 19     | GT        | 63 | ACEMCO Motorsports                          | Terry Borcheller Shane Lewis                     | Ferrari 360 Modena GTC      | Y     | 105           |
| 19     | GT        | 63 | ACEMCO Motorsports                          | Terry Borcheller Shane Lewis                     | Ferrari 3.6L V8             | Y     | 105           |
| 20     | GT        | 68 | The Racer's Group                           | Marc Bunting Chris Gleason                       | Porsche 911 GT3-RS          | M     | 104           |
| 20     | GT        | 68 | The Racer's Group                           | Marc Bunting Chris Gleason                       | Porsche 3.6L Flat-6         | M     | 104           |
| 21     | GT        | 24 | Alex Job Racing                             | Jörg Bergmeister Timo Bernhard                   | Porsche 911 GT3-RS          | M     | 104           |
| 21     | GT        | 24 | Alex Job Racing                             | Jörg Bergmeister Timo Bernhard                   | Porsche 3.6L Flat-6         | M     | 104           |
| 22     | GT        | 67 | The Racer's Group                           | Michael Schrom Pierre Ehret                      | Porsche 911 GT3-RS          | M     | 104           |
| 22     | GT        | 67 | The Racer's Group                           | Michael Schrom Pierre Ehret                      | Porsche 3.6L Flat-6         | M     | 104           |
| 23     | GT        | 42 | Orbit Racing                                | Joe Policastro Joe Policastro Jr.                | Porsche 911 GT3-RS          | M     | 103           |
| 23     | GT        | 42 | Orbit Racing                                | Joe Policastro Joe Policastro Jr.                | Porsche 3.6L Flat-6         | M     | 103           |
| 24     | GT        | 61 | P.K. Sport                                  | David Warnock Vic Rice                           | Porsche 911 GT3-R           | P     | 103           |
| 24     | GT        | 61 | P.K. Sport                                  | David Warnock Vic Rice                           | Porsche 3.6L Flat-6         | P     | 103           |
| 25     | GT        | 29 | JMB Racing USA                              | Stephen Earle Mark Neuhaus                       | Ferrari 360 Modena GTC      | P     | 101           |
| 25     | GT        | 29 | JMB Racing USA                              | Stephen Earle Mark Neuhaus                       | Ferrari 3.6L V8             | P     | 101           |
| 26     | LMP675    | 37 | Intersport Racing                           | Jon Field Duncan Dayton                          | MG-Lola EX257               | G     | 101           |
| 26     | LMP675    | 37 | Intersport Racing                           | Jon Field Duncan Dayton                          | MG (AER) XP20 2.0L Turbo I4 | G     | 101           |
| 27     | GT        | 43 | Orbit Racing                                | Leo Hindery Peter Baron                          | Porsche 911 GT3-RS          | M     | 98            |
| 27     | GT        | 43 | Orbit Racing                                | Leo Hindery Peter Baron                          | Porsche 3.6L Flat-6         | M     | 98            |
| 28 DNF | GT        | 03 | Hyper Sport                                 | Rick Skelton Brad Nyberg Joe Foster              | Panoz Esperante GTLM        | P     | 95            |
| 28 DNF | GT        | 03 | Hyper Sport                                 | Rick Skelton Brad Nyberg Joe Foster              | Élan 5.0L V8                | P     | 95            |
| 29 NC  | GT        | 79 | J3 Racing                                   | David Murry Justin Jackson                       | Porsche 911 GT3-RS          | M     | 84            |
| 29 NC  | GT        | 79 | J3 Racing                                   | David Murry Justin Jackson                       | Porsche 3.6L Flat-6         | M     | 84            |
| 30 DNF | LMP675    | 20 | Dyson Racing                                | Chris Dyson Andy Wallace                         | MG-Lola EX257               | G     | 40            |
| 30 DNF | LMP675    | 20 | Dyson Racing                                | Chris Dyson Andy Wallace                         | MG (AER) XP20 2.0L Turbo I4 | G     | 40            |
| 31 DNF | GT        | 89 | Inline Cunningham Racing                    | Oswaldo Negri Jr. Burt Frisselle                 | Porsche 911 GT3-RS          | Y     | 36            |
| 31 DNF | GT        | 89 | Inline Cunningham Racing                    | Oswaldo Negri Jr. Burt Frisselle                 | Porsche 3.6L Flat-6         | Y     | 36            |
| 32 DNF | LMP675    | 56 | Team Bucknum Racing                         | Jeff Bucknum Bryan Willman Chris McMurry         | Pilbeam MP91                | D     | 26            |
| 32 DNF | LMP675    | 56 | Team Bucknum Racing                         | Jeff Bucknum Bryan Willman Chris McMurry         | Willman (JPX) 3.4L V6       | D     | 26            |
| 33 DNF | GT        | 33 | ZIP Racing                                  | Andy Lally Spencer Pumpelly                      | Porsche 911 GT3-RS          | D     | 16            |
| 33 DNF | GT        | 33 | ZIP Racing                                  | Andy Lally Spencer Pumpelly                      | Porsche 3.6L Flat-6         | D     | 16            |
| DSQ†   | GTS       | 88 | Prodrive                                    | Tomáš Enge Peter Kox                             | Ferrari 550-GTS Maranello   | M     | 113           |
| DSQ†   | GTS       | 88 | Prodrive                                    | Tomáš Enge Peter Kox                             | Ferrari 5.9L V12            | M     | 113           |
| DNS    | LMP900    | 11 | JML Team Panoz                              | Benjamin Leuenberger Gunnar Jeannette            | Panoz LMP01 Evo             | M     | -             |
| DNS    | LMP900    | 11 | JML Team Panoz                              | Benjamin Leuenberger Gunnar Jeannette            | Élan 6L8 6.0L V8            | M     | -             |